# Anciens de Bathyra
Les Anciens de Bathyra sont une autorité de Bathyra en Batanée à l'est de la Galilée qui sont surtout connus dans la littérature rabbinique pour être ceux qui, à la fin du Ier siècle av. J.-C., ont investi Hillel comme « Patriarche » ou au moins comme « Chef d'école ». On ne sait si cette autorité locale était un Sanhédrin de la région. C'est aussi devant cette assemblée que Hillel a énoncé les sept règles exégétiques (middoth) qui sont rapportées dans le Talmud. Des Fils de Bathyra ou Enfants de Bathyra appelés Bnei Bathyra sont aussi évoqués dans la littérature rabbinique. À partir de cette époque, il existe plusieurs rabbis appelés « ben Bathyra » dont certains sont en lien avec la ville de Nisibe et la Mygdonie.

## Bathyra
Bathyra est avec Ecbatane (ou έν Βατάναια) une des deux villes fortifiées qui ont été fondées par ceux que Flavius Josèphe appellent des « Babyloniens ». Des Juifs qui se sont enfuis avec leurs familles de Mésopotamie pour des raisons inconnues, dont 500 hommes entraînés pour tirer à l'arc à cheval, que le roi Hérode le Grand a installés en Batanée pour qu'ils s'opposent aux raids des brigands de Trachonitide qui venaient régulièrement piller les territoires de son royaume,,. Ils pourraient être en lien avec la Mygdonie et Nisibe où l'on trouve aux Ier et IIe siècle plusieurs éminents rabbis qui s'appellent Judah ben Bathyra. Les Anciens de Bathyra sont peu attestés dans la littérature rabbinique, ils y apparaissent notamment lors de deux débats portant tous les deux sur une question de calendrier des fêtes juives. La principale des attestations raconte de façon assez longue l'élévation de Hillel au rang des Patriarches. Les Enfants de Bathyra (Bnei Bathyra) sont plus souvent mentionnés et représentent probablement la famille à laquelle appartenaient les dirigeants des « Anciens de Bathyra ». Comme indiqué ci-dessous, plusieurs rabbis sont appelés « ben Bathyra » jusqu'au début du IIIe siècle, probablement eux aussi des membres de la famille.

## Élévation de Hillel au rang de Patriarche
« L'événement est rapporté sous plusieurs formes analogues ». Le texte donné ci-dessous est « la recension la plus longue et la plus documentée, en omettant quelques développements annexes manifestement postérieurs. » La loi qui est discutée au point no 1 concerne les infractions au repos le jour du shabbat permises pour la préparation de l'agneau de Pâque :

« Cette loi était ignorée par les 'Anciens de Bathyra'.
1. Il arriva un jour que le 14 Nisân (premier jour de la Pâque juive) coïncide avec le shabbat et ils ne savaient pas si le sacrifice pascal l'emporterait ou non sur le shabbat. Ils dirent : « Il y a ici un certain Babylonien dont le nom est Hillel, qui a étudié avec Shemaya et Abtalion. Il sait si le sacrifice pascal l'emporte ou non sur le shabbat » – « Peut-il être de quelque utilité !? » Ils l'envoyèrent chercher. Ils lui dirent : « As-tu jamais entendu dire si, lorsque le 14 Nisân coïncide avec un shabbat, il l'emporte ou non sur lui ? » Bien qu'il fût resté à leur donner des explications tout le jour, ils ne l'acceptèrent pas jusqu'à ce qu'il leur eût dit : « Malheur à moi ! C'est ce que j'ai reçu de Shemaya et Abtalion. » Quand ils eurent entendu cela, ils se levèrent et le désignèrent comme Patriarche.
2. Quand ils l'eurent proclamé Patriarche, il commença à les critiquer, disant : « Qu'est-ce qui vous a poussé à avoir besoin de ce Babylonien ? Est-ce donc que vous ne serviez pas les deux grands de ce monde, Shemaya et Abtalion qui siégeaient parmi vous ? » »

Les maîtres évoqués dans le récit, Shemaya et Abtalion, « sont les autorités reconnues de tous », mais ils sont absents ou morts et non remplacés. Une liste des transmetteurs est donnée dans le traité Avot de la Mishna (1:10 s), dans laquelle ces deux sages précèdent immédiatement Hillel et Shammaï. Ils sont respectivement patriarche et président du Sanhédrin (Nassi). Les fonctions attachés à ces titres sont peut-être anachroniques, « mais il faut reconnaître à ces personnages un rang social notable. »

## Analyse
Cette relation pose plusieurs problèmes qui ont fait longtemps dire aux critiques que les « Anciens de Bathyra » cités ici n'avaient rien à voir avec la colonie installée en Batanée à l'époque d'Hérode le Grand.

### Profil du candidat
« Le profil du candidat recherché est particulier : un "Babylonien" qui ait fréquenté ces maîtres pharisiens de Judée (Shemaya et Abtalion). Cependant certains dans le récit contestent le "Babylonien" » en tant que tel. Ce qui reflète probablement un problème d'unification entre les différents courants du judaïsme représentés parmi les « Anciens de Bathyra ».

### Problème simple de calendrier
Le premier problème est que l'histoire racontée ici semble impossible. En effet, la coïncidence d'un jour de shabbat avec le 14 nisân est une situation qui se rencontrait en moyenne une fois tous les sept ans. Il semble donc a priori impossible que toute l'assemblée des Anciens de Bathyra « ait oublié un point de droit coutumier aussi global, donc aussi simple. » « Tel est justement l'objet de la colère de Hillel dans le paragraphe no 2. » Toutefois, le problème s'éclaircit si l'on suppose que ces "Babyloniens" utilisaient avant leur arrivée en Palestine le calendrier solaire de 364 jours dont on trouve la description dans le Livre des Jubilés ou dans le Livre d'Hénoch qui ont été conservés par l'Église chrétienne d'Éthiopie, mais ont été rejetés par le judaïsme et par le christianisme de la Grande Église. Ce calendrier est parfois appelé à tort « calendrier essénien » dans des livres grand public, car la tendance d'esséniens qui au Ier siècle a caché des centaines de manuscrits dans des grottes à proximité des ruines de Qumrân (avant 70) lui accordait une grande importance, de même d'ailleurs que les révoltés de la forteresse de Massada (66 - 74). Il est possible que les Boethusiens aient aussi utilisé ce calendrier. Dans ce calendrier, le 14 nisân tombe toujours un mardi et le problème décrit ici ne se rencontre donc jamais. Il est donc possible que ces "Babyloniens" utilisaient ce calendrier dans la région de Mésopotamie dont ils venaient et que peu d'années après leur installation en Batanée la coïncidence du 14 nisân avec un shabbat s'est présentée. Il est aussi possible que les Anciens de Bathyra était l'autorité d'un rassemblement hétéroclite de groupes à la suite de persécutions qui aient cherché à s'unifier notamment en abandonnant le calendrier des Jubilés qu'ils utilisaient auparavant. Ils ont alors cherché un autre "Babylonien" qui connaissait la solution à ce problème. « À cet égard, le choix (plus ou moins unanime) de Hillel, c'est-à-dire d'un "Babylonien" extérieur à la colonie, qui est en outre disciple de Pharisiens de Jérusalem, est parfaitement conforme à l'esprit de la tradition rabbinique. »

### Shemaya et Abtalion
Dans le récit, les maîtres Shemaya et Abtalion, sont absents ou morts et non remplacés. La tradition juive considère qu'ils précèdent Hillel et Shammaï, qui forment le couple de « sages » appelé Zougot qui leur a succédé. Dans le Traité Èduyot de l'ordre Neziqin de la Mishna un passage (1:3) « indique aussi une discontinuité entre eux et leurs successeurs, leur autorité est intacte, mais ils sont inaccessibles. Il faut donc les tenir pour morts ou tués, en tout cas sans avoir pu établir de succession reconnue par la colonie de Bathyra. »
Curieusement, alors que figure dans son œuvre plus de cent personnages du judaïsme palestinien, Flavius Josèphe ne mentionne Hillel à aucun moment. Gamaliel l'Ancien, qui pourrait être un des fils de Hillel et qui en tout cas lui succède, est lui aussi absent. Cette absence de Hillel et de Gamaliel chez Josèphe est notable, car il n'y a aucun doute qu'il s'agissait de deux personnages très importants du judaïsme de l'époque, sachant que Josèphe déclare être lui-même Pharisien, tout comme l'étaient Gamaliel et Shammaï, ainsi que Hillel si l'on en croit les sources rabbiniques. En revanche, Josèphe semble mentionner brièvement les prédécesseurs de Hillel et Shammaï, en leur donnant les noms de Saméas (Σαμαίας) et Pollion (Πολλίων) qui pourraient correspondre à Shemaya et Abtalion,. Il indique en effet que « le pharisien Pollion et son disciple Saméas » furent récompensés par Hérode, car lorsqu'il assiégeait Jérusalem en 37 av. J.-C. pour s'installer comme nouveau roi, ils avaient conseillé aux habitants de lui ouvrir les portes. Toutefois, il y a un problème. Josèphe semble utiliser la transcription « Saméas » pour désigner Shemaya comme pour désigner Shammaï,. Puisqu'il indique que le « Saméas » dont il parle était un disciple de Pollion (Abtalion), il s'agirait plutôt de Shammaï et l'association des deux noms est trompeuse, peut-être volontairement. Josèphe conclut ce passage en précisant que « ce Pollion était le même qui, lorsque Hérode autrefois avait passé en jugement sous une accusation capitale, avait prédit à Hyrcan (II) et aux juges, en leur reprochant leur lâcheté, qu’Hérode, s'il était acquitté, chercherait un jour à se venger d'eux tous : c'est, en effet, ce qui arriva alors, Dieu ayant permis que les prédictions de Pollion se réalisassent. » Cette affirmation aussi est étrange, car en Antiquités judaïques (XIV, IX, 4), c'est à un Saméas et non à Pollion que Flavius Josèphe attribuait ce discours. Comme l'événement décrit a lieu en 47 av. J.-C. et que le Saméas ici n'est pas disciple de Pollion mais un « homme juste et par conséquent au-dessus de toute crainte, », il s'agit probablement de Shemaya. Pour Étienne Nodet, le fait que Josèphe confonde Pollion et Saméas lors de ce procès fait à Hérode vers 47 av. J.-C., « invite plutôt à les supposer de la même génération, donc Saméas serait Shemaya », alors qu'il est plus vraisemblable que le Saméas évoqué lors du siège de Jérusalem en 37 av. J.-C. soit Shammaï. Donc, soit Flavius Josèphe est mal à l'aise avec ses sources, soit il cherche à cacher quelque chose pour se préserver, ou pour appliquer les consignes de ses commanditaires, les empereurs Vespasien et Titus.

### Bathyra ou Jérusalem
Les critiques qui estiment que ce passage est purement légendaire font remarquer qu'il n'y a nulle trace d'une Bnei Bathyra — qu'il considèrent comme une formule énigmatique qui ne serait pas un nom de famille — qui ait exercé une autorité à Jérusalem. Toutefois, le passage ne parle ni de Jérusalem, ni du Temple. Étienne Nodet et Justin Taylor estiment qu'il n'y a pas « de raison décisive, bien au contraire pour situer l'événement hors de la Galilée, au sens élargi incluant la Batanée. » « L'entité qui interroge Hillel a le pouvoir de le nommer « Patriarche », disons au moins chef d'école. » D'autre part, il semble y avoir une discontinuité dans la succession des sages. Shemaya et Abtalion sont absents et probablement morts. « Mais le discours que Josèphe met dans la bouche de Saméas (ici probablement Shemaya) au moment du procès fournit une clef. » « Il annonce qu'Hérode devenu roi les tuera tous. C'est ce qu'il fit, poursuit aussitôt Josèphe, en arrivant au pouvoir. » Abtalion a été épargné — et peut-être aussi Shemaya — en 37 av. J.-C., mais probablement que cette "clémence" d'Hérode n'a pas duré éternellement et « Josèphe est très imprécis sur ce point. » Hyrcan II dont la mort est aussi prédite dans le discours de Saméas n'a été tué qu'en 30 av. J.-C., sept ans après la prise de pouvoir par Hérode. Abtalion a probablement été tué dans la même période, ce qui explique la discontinuité entre Shemaya et Abtalion et leurs successeurs, mais Josèphe ne le raconte pas. « Par ses manipulations, Josèphe donne cependant une information utile. » Bien qu'il n'y ait nul consensus sur son interprétation, le fait qu'il peine à situer clairement dans l'histoire Shemaya et Abtalion et qu'il n'en ait pas parlé dans sa première œuvre en sept livres, la Guerre des Juifs, est aussi une information.
Comment expliquer l'émergence des « Anciens de Bathyra » ? Pour Étienne Nodet et Justin Taylor, « là encore, Josèphe se trahit : il dit que beaucoup étaient venus s'établir dans la [colonie fondée en Batanée par ces "Babyloniens"], car ils se sentaient en sécurité. » Pour ces auteurs, « Hérode a persécuté les pharisiens, mais n'a pas touché au statut de cette colonie, pour des raisons très claires de politique à l'égard des Babyloniens et des Parthes. C'était donc un refuge [...] précieux pour tous ceux qui ne pouvaient pas espérer de protection des milieux sacerdotaux, forcément inféodés à Hérode. »

### Problème de chronologie
À l'époque moderne, l'historien Heinrich Graetz a été un des premiers à identifier les Anciens de Bathyra et les Bnei Bathyra avec les « Babyloniens » installés par Hérode le Grand en Batanée. Toutefois cette identification a été rejetée par certains critiques car Flavius Josèphe semble placer leur installation en Batanée vers 6-5 av. J.-C., moins de deux ans avant la mort d'Hérode, alors que dans le Talmud la plus ancienne intervention des Bnei Bathyra relate l'élévation de Hillel au rang de Patriarche que les sources juives placent environ un siècle avant la destruction du Temple de Jérusalem, qu'elles situent en 69. Cette chronologie rabbinique est certes approximative, mais la différence est ici jugée trop importante.
Il est toutefois probable que Flavius Josèphe a donné des indications approximatives et que ces Babyloniens aient été installés à Bathyra bien avant, peut-être lorsque « la Trachonitide, la Batanée et l'Auranitide, » ont été donnés à Hérode en -24, au moment où il s'est lui même rendu dans la région avec son armée pour réduire les bandits Trachonites que justement ces « Babyloniens » sont chargés de contenir. La plupart des critiques estiment en effet invraisemblable qu'Hérode ait pu installer cette colonie en Batanée deux ans avant sa mort, alors qu'il est physiquement très affaibli et qu'il est submergé par les ennuis domestiques ainsi que par les suites de complots et d'exécutions qui marquent la fin de son règne. Josèphe situe cette installation après qu'Hérode a fait exécuter ses deux fils Alexandre et Aristobule (-7) et après qu'Antipater lui a fait réorganiser tous les mariages qu'il avait prévu. Il indique d'ailleurs qu'à ce moment là, vu l’état d’esprit d'Hérode, « toutes les affaires étaient du ressort d’Antipater. »  Pour Étienne Nodet, cette « erreur de Flavius Josèphe n'est pas nécessairement accidentelle. » L'absence de Hillel dans toute l'œuvre de Josèphe est elle aussi notable car il n'y a aucun doute qu'il s'agissait d'un personnage très importants du judaïsme de l'époque. Étrange parti pris pour quelqu'un qui déclare avoir choisi à l'âge de 19 ans d'être Pharisien, tout comme l'était Hillel. D'autant plus que les sources rabbiniques indiquent que ce sont les "Anciens de Bathyra" qui ont promu au rang de patriarche, celui qu'elles qualifient de « Babylonien ». En revanche, Josèphe semble mentionner brièvement les prédécesseurs de Hillel et Shammaï, en leur donnant les noms de Saméas (Σαμαίας) et Pollion (Πολλίων) qui pourraient correspondre à Shemaya et Abtalion,. Il faut donc remonter à l'époque d'Hyrcan II, grand prêtre de 63 à 40 av. J.-C., pour trouver le nom de dirigeants pharisiens. De plus, il y a un problème car Josèphe attribue à Abtalion et Shemaya le même discours dans les mêmes circonstances (AJ XV, I, 2-4 et AJ XIV, 172),, et présente celui qui semble être Shemaya, qu'il appelle Saméas, comme un disciple de celui qui semble correspondre à Abtalion qu'il appelle Pollion,. Or, le disciple d'Abtalion dont la translittération du nom en grec pourrait être Saméas c'est Shammaï et pas Shemaya, mais il est impossible chronologiquement que Shammaï ait été membre du Sanhédrin en 47 av. J.-C.. Là encore, cette double confusion est bien étrange surtout pour un érudit pharisien. Donc, soit Flavius Josèphe est mal à l'aise avec ses sources, soit il cherche à cacher quelque chose pour se préserver ou pour appliquer les consignes de ses commanditaires.

## Hillel, Menahem et Shammaï
Selon le Talmud, « Hillel était d'accord avec Menahem. Menahem est parti, Shammaï est arrivé et ils n'ont plus été d'accord. » Le Menahem dont il s'agit ici est l'Essénien qui selon Flavius Josèphe était un ami d'enfance d'Hérode le Grand. Pour Étienne Nodet, il s'agit d'une preuve supplémentaire que la Halakha d'Hillel était plus proche de celle des Esséniens que de celle du Pharisien Shammaï.

## Judah ben Bathyra de Nisibe
À partir du milieu du Ier siècle, plusieurs tannaïm appelés Judah ben Bathyra sont mentionnés dans les sources rabbiniques en liaison avec la ville de Nisibe.

### Judah ben Bathyra I
Judah ben Bathyra, aussi connu comme Judah Bathyra était un éminent docteur de la Mishna ayant vécu au Ier siècle ayant une activité à Nisibe, qui est florissant au moment de la destruction du Temple de Jérusalem (70). Nisibe est la capitale de la Mygdonie, un territoire situé entre le royaume d'Arménie, l'Adiabène et le royaume d'Édesse. Depuis le règne d'Izatès (II), le territoire de Nisibe appartenait à l'Adiabène, car le roi Parthe Artaban III (mort vers 38) lui a donné ce territoire pour le récompenser de l'avoir aidé à récupérer son trône, sans faire la guerre et par sa seule autorité, face à ses nobles en rébellion, et à l'usurpateur appelé Cinname,.
Les seuls éléments biographiques connus de Judah ben Bathyra sont déduits d’une aggada talmudique selon laquelle lorsqu'un païen aurait été empêché de consommer l’offrande pascale à Jérusalem, il aurait alors reçu le message : « à toi, Rabbi Juda ben Bathyra, salut ! Tu vis à Nisibe mais tes réseaux se propagent jusqu’à Jérusalem. » Les deux groupes qui ont eux-aussi prôné d'interdire aux non-juifs de faire des sacrifices au Temple, sont la tendance d'Esséniens qui a caché des centaines de Manuscrits près du site de Qumrân au Ier siècle et les Zélotes. Avec de multiples autres raisons certains critiques estiment d'ailleurs qu'il s'agit du même groupe, mais il n'y a nul consensus sur ce sujet. L'interdiction d'offrir des sacrifices pour les païens au tout début de la révolte en 66 est considéré comme une déclaration de guerre à l'Empire romain, puisqu'elle empêche le sacrifice qui était fait quotidiennement pour l'empereur au Temple de Jérusalem.
À Nisibe, Judah possédait un collège expressément recommandé pour son excellence, où il accueille de nombreux savants fuyant la palestine lors de la première guerre judéo-romaine (66 – 70) et des persécutions qui suivirent.
Il ne faut pas le confondre avec Judah ben Bathyra II, florissant au IIe siècle à Nisibe. Probablement, l'un de ses descendants, peut-être son petit-fils.

### Problème d'identification
La Mishna attribue des citations à un Judah ben Bathyra ou à un « ben Bathyra » à 17 reprises, il y a environ 40 Baraïta attribuées à ce nom qui est aussi un haggadiste prolifique. Cela suggère qu'il y avait plusieurs Judah ben Bathyra. Il existe des controverses entre lui et rabbi Akiba, mort vers 135. Est-ce bien le même que celui qui est réputé être déjà âgé lors de la Grande révolte juive de 66 - 70 ? L'existence d'un second R. Judah b. Bathyra — voire d'un troisième — est donc supposée (Tossafot to Men. 65b; Seder ha-Dorot, ed. Warsaw, II, 110), qui était probablement un fils ou un petit-fils du premier, et donc le contemporain d'Akiba; il est possible qu'il existait même un troisième R. Judah b. Bathyra, qui était un contemporain de Rabbi Josiah (en) (Sifre, Num 123) ou de R. Juda Hanassi (Hullin 54a; Shab. 130a; voir aussi Midrash Shmuel (en) X). Il semble aussi avoir vécu à Nisibe (Sanhé 96a).
Il y a aussi les citations attribuées aux « fils de Bathyra » qui sont réputés être deux frères appelés Judah et Joshua ben Bathyra qui sont souvent confondus, car dans la Mishna (Shab. xii. 5; Yeb. viii. 4; 'Eduy. viii. 1; Parah ii. 5), les noms "R. Judah" et "R. Joshua b. Bathyra" sont abrégés de la même manière (רי 'ב 'ב). Toutefois d'autres critiques disent que les deux frères sont Judah b. Bathyra et Siméon b. Bathyra, un rabbi mentionné notamment dans le traité Eduyot (I). Frankel s'est efforcé de distinguer les deux tannaïm sur la base des particularités internes de leurs enseignements respectifs. Pour Marcus Jastrow et Samuel Krauss, reprenant le point de vue de Moïse Maïmonide, le mieux serait peut-être de résoudre les difficultés chronologiques en substituant "R. Joshua" aux citations attribuées au plus jeune "R. Judah".
Le Talmud cite encore un autre Judah b. Bathyra, clairement différent de ceux qui précèdent, car il est contemporain de Rabbi Hiyya bar Abba (en), qui était florissant à la fin du IIIe siècle.